# Gangaridák
Gangaridák, ókori indiai nép, a Gangesz torkolatvidékén éltek, fővárosuk Banga volt. Gyakran összetévesztik őket a gandarákkal, Curtius Rufus és Sztrabón említi őket.